# Công cụ Marketing

## Định nghĩa
Công cụ Marketing là các công cụ hỗ trợ cho các Marketer trong các chiến dịch Marketing. Tên phổ biến trong ngành gọi là Martech. Hiện tại Martech đang là một trong những ngành công nghiệp phát triển để phục vụ nhu cầu cho những người làm Marketing.

## Các lĩnh vực chính
Theo Martod và Chiefmartec thì công cụ Marketing được phân loại thành 6 nhóm chính là: Advertising & Promotion, Content & Experience, Social & Relationships, Commerce & Sales, Data, Management. Trong đó sẽ phân ra cụ thể như sau:

### Advertising & Promotion
- Mobile Marketing
- Display & Programmatic Advertising
- Search & Social Advertising
- Native/Content Advertising
- Video Advertising
- Print
- PR

### Content & Experience
- Mobile apps
- Video Marketing
- Interactive Content
- Email Marketing
- Content Marketing
- Optimization, Personalization & Testing
- DAM & MRM
- SEO
- Marketing Automation & Campaign/Lead Management
- CMS & Web Experience Management

### Social & Relationships
- Call Analytics & Management
- ABM
- Events, Meetings & Webinars
- Social Media Marketing & Monitoring
- Advocacy, Loyalty & Referrals
- Influencers
- Community & Reviews
- Live Chat & Chatbots
- Customer Experience, Service & Success
- CRM

### Commerce & Sales
- Retail, Proximity & IoT Marketing
- Channel, Partner & Local Marketing
- Sales Automation, Enablement & Intelligence
- Affiliate Marketing & Management
- Ecommerce Marketing
- Ecommerce Platforms & Carts

### Data
- Audience/Marketing Data & Data Enhancement
- Marketing Analytics, Performance & Attribution
- Mobile & Web Analytics
- Dashboards & Data Visualization
- Business/Customer Intelligence & Data Science
- iPaaS, Cloud/Data Integration & Tag Management
- DMP
- Customer Data Platform
- Governance, Compliance and Privacy

### Management
- Talent Management
- Product Management
- Budgeting & Finance
- Collaboration
- Projects & Workflow
- Agile & Lean Management
- Vendor Analysis